# Ivan Tkačenko (cestista)
Ivan Romanovyč Tkačenko (in ucraino Іван Романович Ткаченко?; Kam"janka, 23 aprile 1997) è un cestista ucraino.

## Carriera
Con l'Ucraina ha disputato i Campionati europei del 2022.

## Palmarès
- Campionato ucraino: 1

Čerkasy Mavpy: 2017-2018
- Lega Lettone-Estone: 2

Prometej: 2022-2023, 2023-2024
- Coppa di Germania: 1

Mitteldeutscher: 2024-2025